# 航空兵装センター
航空兵装センター（こうくうへいそうセンター Air Armament Center,AAC）はアメリカ空軍の研究開発組織。空軍資材軍団傘下であり、フロリダ州エグリン空軍基地に所在する。
航空機の兵装を始めとして航法・誘導システム、指揮統制システムなどの研究開発を行なっている。第46試験航空団、第96航空基地航空団、第308兵装システム航空団などがこれに協力している。前身は1942年設立の陸軍航空軍応用戦術学校(Army Air Forces School of Applied Tactics)まで遡ることができる。

## 部隊系譜
- 1942年10月27日：陸軍航空軍応用戦術学校(Army Air Forces School of Applied Tactics)設立。主要軍団格。
- 1943年10月16日：陸軍航空軍戦術センター(AAF Tactical Center)に改編。
- 1945年 7月 1日：陸軍航空軍センター(AAF Center)に改編。
- 1946年 3月 8日：陸軍航空軍実験場軍団(AAF Proving Ground Command)に改編。
- 1946年 3月 8日：航空実験場軍団(Air Proving Ground Command)に改編。
- 1948年 1月 8日：航空資材軍団(Air Materiel Command)傘下の航空実験場(Air Proving Ground)に改編。主要軍団より格下げ。
- 1948年 7月 1日：主要軍団格に格上げ。
- 1951年12月20日：航空実験場軍団(Air Proving Ground Command)に改編。
- 1957年12月 1日：航空研究開発軍団(Air Research and Development Command 1961年以降空軍システム軍団)傘下の航空実験場センター(Air Proving Ground Center)に改編。主要軍団より格下げ。
- 1968年 7月 1日：兵装開発試験センター(Armament Development and Test Center)に改編。
- 1979年10月 1日：兵装局(Armament Division)に改編。
- 1989年 3月15日：資材システム局(Munitions Systems Division)に改編。
- 1990年 7月11日：空軍開発試験センター(Air Force Development Test Center)に改編。
- 1992年 7月 1日：空軍システム軍団の空軍資材軍団への移行に伴い、その傘下に移動。
- 1998年10月 1日：航空兵装センター(Air Armament Center)に改編。